# Чаттертон, Рут
Рут Чаттертон (англ. Ruth Chatterton, 24 декабря 1892 — 24 ноября 1961) — американская актриса театра и кино, популярная в начале 1930-х годов.

## Биография
Будущая актриса родилась в Рождество 24 декабря 1892 года в Нью-Йорке. С детства мечтая о карьере актрисы, Рут в четырнадцать лет бросила школу и стала играть на сцене театра. В 1911 году она дебютировала на Бродвее и сделала отличную театральную карьеру, появившись за десять лет в четырнадцати постановках.
В 1928 году на неё обратил внимание известный киноактер Эмиль Яннингс. Её яркая игра обеспечила картине признание публики, и на протяжении следующих нескольких лет Рут довольно активно снималась на ведущих ролях. В 1930 году она была номинирована на получение премии «Оскар» в категории лучшая актриса сразу за два фильма — «Сара и сын» и «Мадам Икс».
Партнёрами Рут были популярные актёры тех лет — Пол Лукас (в фильмах «Право любить», «Додсворт», «Неверная» и др.), её второй муж Джордж Брент («Крах», «Женщина», «Лили Тёрнер»), Клайв Брук («Очаровательные грешники», «Ничья женщина»), Фредерик Марч («Тупица», «Сара и сын») и другие.
Начиная с 1934 года, кинокарьера сорокалетней актрисы пошла на спад. Её последним заметным фильмом была мелодрама 1936 года «Додсворт» по роману лауреата Нобелевской премии Синклера Льюиса. В 1938 году Рут ушла из кино и переехала в Великобританию, где прожила много лет. В оставшиеся годы жизни она написала несколько книг, а в 1950 году снялась на телевидении в роли Гертруды в экранизации «Гамлета». 24 ноября 1961 актриса скончалась от кровоизлияния в мозг. Впоследствии она была удостоена звезды на Голливудской Аллее Славы.

## Личная жизнь
Рут Чаттертон три раза была замужем. Её первым супругом был актёр Ральф Форбс, за которого актриса вышла замуж в декабре 1924 года. 12 августа 1932 года они развелись, и на следующий же день Рут сочеталась браком со своим партнёром по фильму «Крах» Джорджем Брентом, но через два года они тоже расстались. Уже в зрелом возрасте Рут вышла замуж в третий и последний раз — за некоего Барри Томпсона и прожила с ним восемнадцать лет, до его смерти в 1960 году. Скончалась спустя год от инсульта в городе Норволк, штат Коннектикут.
Похоронена на кладбище Бичвуд (Нью-Рошелл).

## Фильмография
| Год  |   | Русское название        | Оригинальное название       | Роль                |
| ---- | - | ----------------------- | --------------------------- | ------------------- |
| 1928 | ф | Грехи отцов             | Sins of the Fathers         | Грета               |
| 1929 | ф | Секрет врача            | The Doctor’s Secret         | Лилиан Гарсон       |
| 1929 | ф | Тупица                  | The Dummy                   | Агнес Мередит       |
| 1929 | ф | Очаровательные грешники | Charming Sinners            | Катрин Майлс        |
| 1929 | ф | Мадам Икс               | Madame X                    | Жаклин Флорио       |
| 1929 | ф | Смеющаяся леди          | The Laughing Lady           | Марджори Ли         |
| 1930 | ф | Сара и сын              | Sarah and Son               | Сара Сторм          |
| 1930 | ф | Королева скандала       | The Lady of Scandal         | Элси Хилари         |
| 1930 | ф | Ничья женщина           | Anybody’s Woman             | Пэнси Грей          |
| 1930 | ф | Право любить            | The Right to Love           | Брукс Эванс         |
| 1931 | ф | Неверная                | Unfaithful                  | Леди Фэй Килкерри   |
| 1931 | ф | Великолепная ложь       | The Magnificent Lie         | Полл                |
| 1931 | ф |                         | Once a Lady                 | Анна Керемазова     |
| 1932 | ф | Завтра и завтра         | Tomorrow and Tomorrow       | Ева Редман          |
| 1932 | ф | Богатые всегда с нами   | The Rich Are Always with Us | Каролина Граннард   |
| 1932 | ф | Крах                    | The Crash                   | Линда Голт          |
| 1932 | ф | Фриско Дженни           | Frisco Jenny                | Фриско Дженни       |
| 1933 | ф | Лилли Тёрнер            | Lilly Turner                | Лилли Тёрнер Диксон |
| 1936 | ф | Королева секретов       | Lady of Secrets             | Селия Виттейкер     |
| 1936 | ф | Женское общежитие       | Girls' Dormitory            | профессор Анна Мат  |
| 1936 | ф | Додсворт                | Dodsworth                   | Фрэн Додсворт       |
| 1937 | ф | Крыса                   | The Rat                     | Зелия               |
| 1938 | ф | Королевский развод      | A Royal Divorce             | Жозефина            |